# 萊切
萊切（義大利語：Lecce）是位於意大利南部普利亚大区的一座古城，也是萊切省的首府。它是意大利半岛东南端萨兰托的主要城市，拥有2,000余年的历史。
萊切因擁有很多重要的巴洛克古蹟而被稱為“La Firenze del Sud”（南方佛羅倫斯），例如圣十字圣殿以及莱切主教座堂。该市还拥有古老的希腊文化传统，可以追溯到其创建时期；梅萨比人创建了该市，希腊史书记载克里特人曾经来过。直到今日，莱切不远处的一组城镇“Grecìa Salentina”，还使用意大利希腊语（griko）。
莱切为意大利重要的旅游城镇，被《米其林旅游指南》评为“三星级旅游推荐”（最高级别）。
2007年，萊切大约有94,100 人口。

## 歷史
古羅馬時代為西羅馬帝國一部分。549年被拜占庭帝國征服，由後者統治達五個世紀。十一世紀後，開始成為商業重鎮，專門與鄂圖曼帝國貿易。意大利統一後，萊切成為萊切省一部分，同時也是該省首府。

## 經濟
“萊切石”是该市主要的输出品，由于其非常柔软，具有可塑性，非常适合用于雕塑。萊切石是一种石灰岩。莱切还是一个重要的农业中心，尤其是橄榄油和酒类生产；莱切也是一个陶器制造中心。

## 圖片

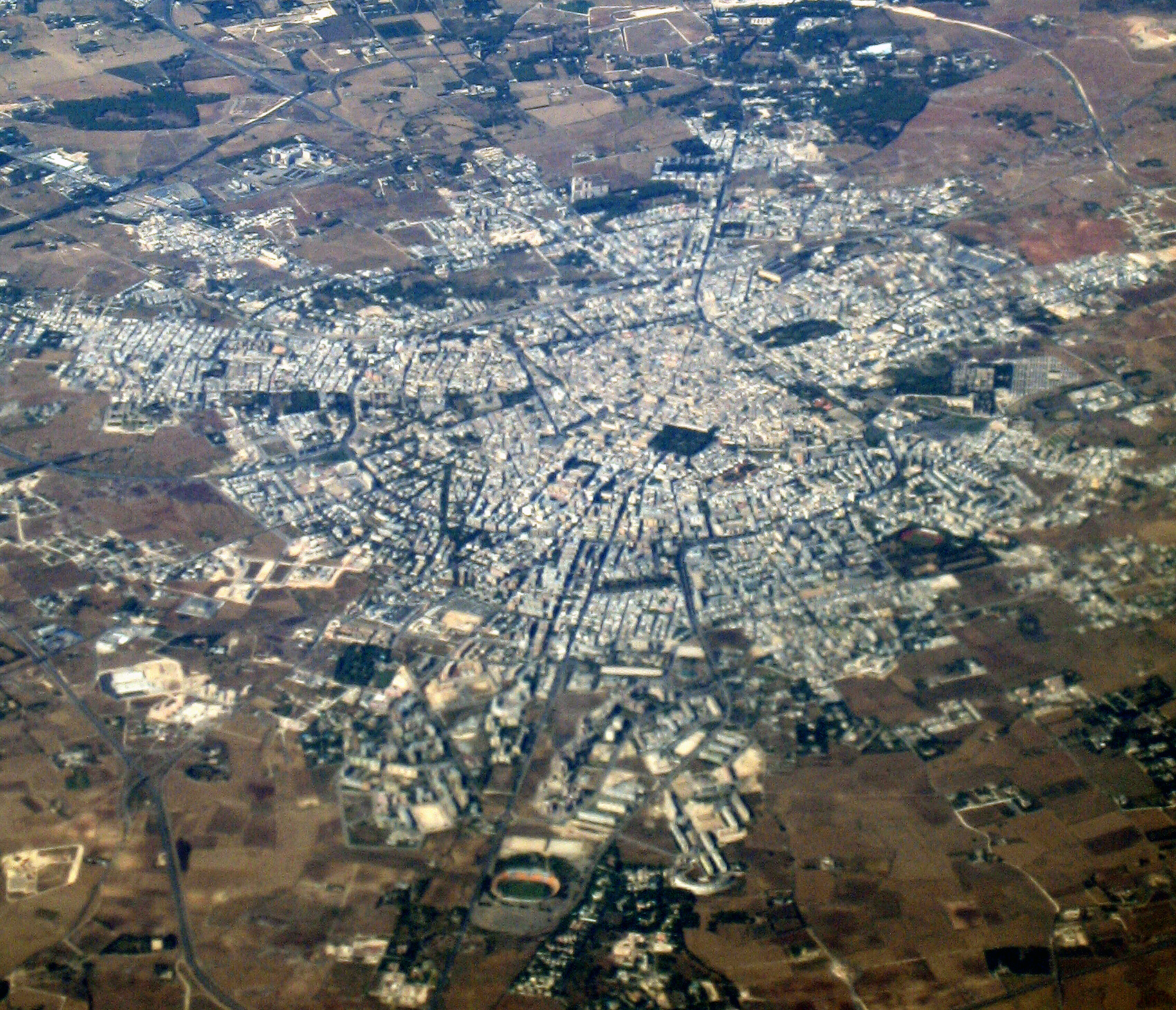
萊切的鳥瞰照片（2005年）
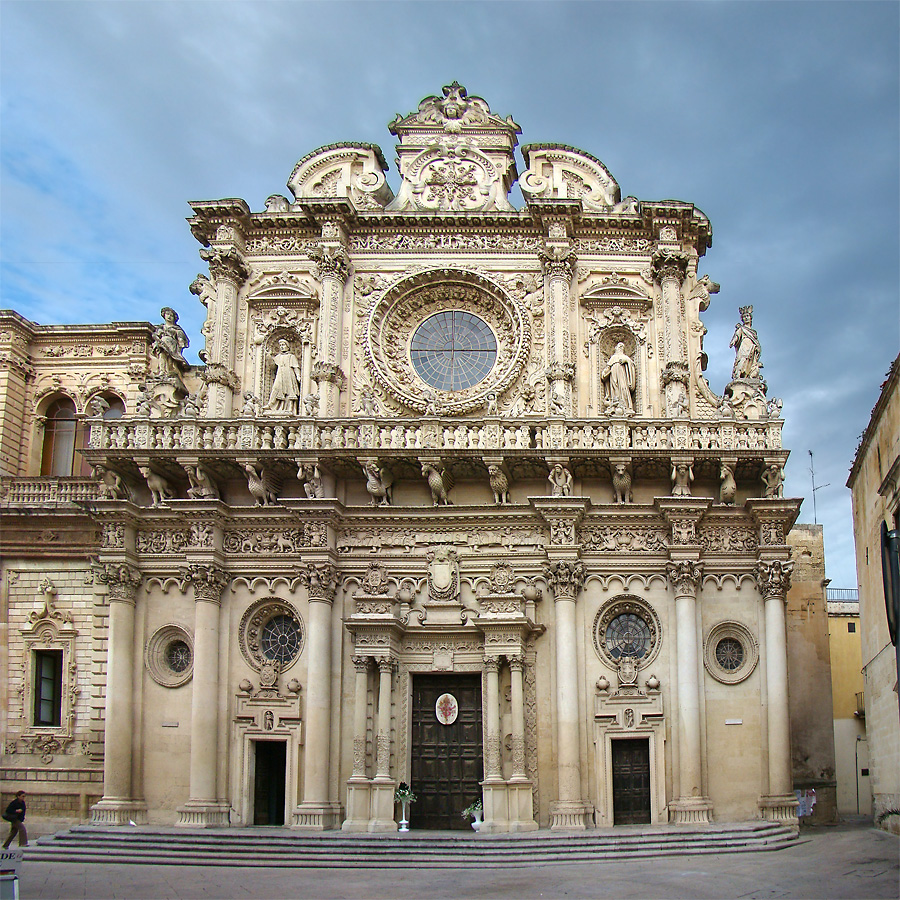
圣十字圣殿

## 外部連結
- Calendar of events in Lecce and Province （页面存档备份，存于） （意大利文）
- Photos of Lecce on flickr （页面存档备份，存于） （意大利文）
- Lecce, una città da bere? （意大利文）